# Лихоманка на білій смузі
Лихоманка на білій смузі (англ. White Line Fever) — американський бойовик 1975 року.

## Сюжет
Відслуживши в армії Керрол Джо Хаммер повертається додому і одружується на симпатичній Джеррі Кейн. Взявши в розстрочку потужний тягач, він наймається в транспортну контору, в якій працював до служби. Тепер, маючи власну вантажівку, Хаммер сподівається чесною працею поповнити сімейний бюджет. Однак часи змінилися і бізнесом заправляють зовсім інші люди, котрі наживаються на контрабанді товарів. Відмова Хаммера брати участь в махінаціях порушує налагоджену схему перевезень, до того ж незговірливий водій «погано» впливає на інших далекобійників. Шляхом обману, шантажу і насильства його намагаються змусити порушити закон, але у Хаммера є рушниця і бажання навести порядок на «білій смузі».

## У ролях
| Актор                 | Роль                 |
| --------------------- | -------------------- |
| Ян-Майкл Вінсент      | Керрол Джо Хаммер    |
| Кей Ленц              | Джеррі Кейн Хаммер   |
| Слім Пікенс           | Дуейн Халлер         |
| Л. К. Джонс           | Бак                  |
| Сем Лоус              | Поупс                |
| Дон Портер            | Катлер               |
| Р.Г. Армстронг        | обвинувач            |
| Лі Френч              | Люсі                 |
| Джонні Рей МакГі      | Карнел               |
| Дік Міллер            | Бірді                |
| Мартін Коув           | Клем                 |
| Джеймі Андерсон       | Джеймі               |
| Девід Гарфілд         | Міллер               |
| Нат Лонг              | темні окуляри        |
| Рон Нікс              | заступник            |
| Марвін «Швед» Джонсон | Хі                   |
| Ніл Саммерс           | Сірники              |
| Тайні Веллс           | Ред                  |
| Бад Браун             | грає самого себе     |
| Арнольд Джефферс      | грає самого себе     |
| Карджі Пратт          | адвокат              |
| Джейсон Кларк         | диспетчер            |
| Даг Дадлі             | доктор               |
| Джекі Бріджес         | офіціантка           |
| Гомер Ханна           | продавець вантажівки |
| Трент Долан           | ковбой               |
| Френк Кеннеді         | Сем                  |
| Доун Джеффорі         | дівчина Джеймі       |
| Мел Тодд              | диспетчер            |
| Генрі Кендрік         | Фогель               |
| Джек Вайт             | бандит               |
| Франческа Джарвіс     | жінка-майстер        |
| Енн Дьюзенберрі       | барменша             |
| Волтер Сміт           | бармен               |